# Jonathan Bennett
Jonathan David Bennett Vaughan (Rossford, Ohio, 10 de junio de 1981), conocido como Jonathan Bennett, es un actor y presentador de televisión estadounidense. 

## Biografía y carrera
Debutó en la gran pantalla con la producción independiente Season of Youth por la que obtuvo el premio al Mejor actor protagonista del Festival de Cine de Palm Beach 2003.
El 2004 actuó junto a Lindsay Lohan en la película Mean Girls, en la que el personaje que interpreta se enamora de la protagonista.
Bennett nació en Rossford, Ohio, y fue a la Universidad de Otterbein, en la que estudió Arte Dramático. Después de licenciarse, se mudó a Nueva York, donde al cabo de un mes hizo el importante papel de Adam Chandler Jr. en la telenovela All My Children. Desde entonces, ha trabajado como artista invitado en series como Law & Order: Special Victims Unit y Boston Public. Actualmente se encuentra participando en la Temporada 19 del Reality estadounidense Dancing With The Stars.
En diciembre de 2018 debutó como protagonista junto a Alexa Pena Vega en la película de Hallmark Channel, Christmas Made to Order.

## Vida personal
El 30 de noviembre de 2020, los representantes de Bennett confirmaron que estaba comprometido con el concursante de Amazing Race y actual presentador de Celebrity Page, Jaymes Vaughan, quien le propuso matrimonio en el set de The Christmas House con una canción original. En 2021, Bennett y Vaughan se convirtieron en la primera pareja gay en aparecer en la portada de la revista The Knot. En marzo de 2022, la pareja se casó en el Hotel Unico Riviera Maya en México.
La madre de Bennett, Ruthanne, murió el 30 de noviembre de 2012, a los 67 años. Su padre, David, murió el 28 de abril de 2014, a los 73 años.

## Filmografía

### Cine
| Año  | Título                    | Papel         |
| ---- | ------------------------- | ------------- |
| 2004 | Mean Girls                | Aaron Samuels |
| 2005 | Cheaper by the Dozen 2    | Bud McNulty   |
| 2005 | Love Wrecked              | Ryan Howell   |
| 2009 | Van Wilder: Freshman Year | Van Wilder    |

### Televisión
| Año  | Título                              | Papel       | Notas                             |
| ---- | ----------------------------------- | ----------- | --------------------------------- |
| 2004 | Veronica Mars                       | Casey Gant  | Episodio: «Drinking the kook-Aid» |
| 2005 | Smallville                          | Kevin Grady | Episodio: «Blank»                 |
| 2007 | The Dukes of Hazzard: The Beginning | Bo Duke     | Telefilme                         |
| 2012 | Holiday High School Reunion         | Ben Oliver  | Telefilme                         |
| 2015 | Cupcake Wars                        | Él mismo    | Presentador                       |
| 2018 | Christmas Made to Order             | Steven      | Telefilme                         |